# Districtul Chellala
Chellala este un district din provincia El Bayadh, Algeria.